# Elecciones al Parlamento Europeo de 2014 (Croacia)
Las elecciones al Parlamento Europeo de 2014 en Croacia se celebraron el domingo 25 de mayo de 2014. Tras la entrada en vigencia del Tratado de Lisboa, la distribución de escaños entre los diferentes Estados miembros de la Unión Europea se modificó, con lo que Croacia pasó a elegir 11, uno menos que la elección precedente.
La tasa de participación alcanzó el 25,24 %, y sus resultados indicaron que el proceso fue liderado por la Coalición patriótica con el 41,42 % y 6 escaños, seguida por la Coalición Kikirikí con el 29,93 % y 4 escaños y el Partido de Desarrollo Sostenible con el 9,42 % y 1 escaño.